# 백분위수
백분위수(Percentile. 百分位數)는 크기가 있는 값들로 이뤄진 자료를 순서대로 나열했을 때 백분율로 나타낸 특정 위치의 값을 이르는 용어이다. 일반적으로 크기가 작은 것부터 나열하여 가장 작은 것을 0, 가장 큰 것을 100으로 한다. 100개의 값을 가진 어떤 자료의 20 백분위수는 그 자료의 값들 중 20번째로 작은 값을 뜻한다. 50 백분위수는 중앙값과 같다.
비슷한 표현으로 백분위(Percentile rank)가 있다. 백분위수는 자료의 특정 위치에 어떤 값이 있는지 나타내기 위해 쓰는 반면, 백분위는 자료의 특정 값이 전체에서 어느 위치에 있는지 나타내고자 할 때 쓴다. 예를 들어, 어느 시험 점수 분포의 80 백분위수가 90점이라면, 90점을 맞은 수험생의 백분위는 80이라 표현할 수 있다.

## 같이 보기
- 사분위수